# Allocosa exserta
Allocosa exserta är en spindelart som beskrevs av Roewer 1959. Allocosa exserta ingår i släktet Allocosa och familjen vargspindlar. Inga underarter finns listade i Catalogue of Life.